# Lijndenia jasminoides
Lijndenia jasminoides là một loài thực vật có hoa trong họ Mua. Loài này được (Gilg) Borhidi mô tả khoa học đầu tiên năm 1993.